# Souvenir de Florence
Pour les articles homonymes, voir Sextuor à cordes (homonymie).
Souvenir de Florence (en russe : Воспоминание о Флоренции), op. 70, est un sextuor à cordes composé par Piotr Ilitch Tchaïkovski en juin et juillet 1890 et révisé de décembre 1891 à janvier 1892. La première version a été créée durant les mois d'été 1890 dans le village de Frolovskoe près de Klin; il fut joué pour la première fois le 6 décembre 1892 à Saint-Pétersbourg (la version de 1891-1892). Elle constitue l'une des dernières œuvres majeures du compositeur russe. La seconde version date de 1892 et a été créée à Paris.
Souvenir de Florence a été écrit à l'occasion de l'élection du compositeur en tant que membre honoraire de la « Société de musique de chambre de Saint-Pétersbourg ». La Société de musique de chambre de Saint-Pétersbourg a été fondée en 1872 (appelée jusqu'en 1878 Société de musique de quatuor de Saint-Pétersbourg) et a existé à Saint-Pétersbourg jusqu'en 1917. La pièce a été jouée pour la première fois par des musiciens de cette société en novembre 1890. Le biographe britannique du compositeur Anthony Holden (en) estimait que Souvenir de Florence n'était pas tant une œuvre programmatique directement inspirée par des thèmes italiens, mais plutôt une "recherche du temps perdu"  - équivalent musical des œuvres des poètes romantiques, exprimant des souvenirs dans un cadre tranquille d'expériences tumultueuses du passé. Il pensait qu'il s'agissait peut-être de la plus personnelle des œuvres de taille moyenne de Tchaïkovski, écrite à la suite d'une inspiration intérieure plutôt que commandée dans un délai précis. Il qualifie le sextuor d'"œuvre touchante" et y voit l'anxiété qui est un écho de la dernière symphonie, mais dans une tonalité plus douce, plus réfléchie et plus lyrique.
Les musicologues ne sont pas unanimes quant à l'étendue de l'utilisation du matériel italien (comme l'indique le titre de l'œuvre elle-même, Souvenirs de Florence). Alors que certains ont étendu la saveur de la culture italienne à l'ensemble de l'œuvre, d'autres l'ont limitée à la deuxième partie, affirmant qu'elle disparaît complètement dans le finale. D'autres critiques encore ont considéré que seuls certains thèmes des premier et deuxième mouvements étaient italiens.
Parmi les meilleurs enregistrements du sextuor figurent ceux du Quatuor Borodine, du Camerata Lysy, du Quatuor Leningrad (ru), ainsi que les versions orchestrales des enregistrements de l'œuvre - Philippe Entremont avec l'Orchestre symphonique de Vienne et Richard Hickox avec l'Orchestre symphonique de Londres.

## Structure
1. Allegro con spirito (ré mineur)
2. Adagio cantabile e con moto (ré majeur)
3. Allegretto moderato (la mineur)
4. Allegro vivace (ré mineur)

L'exécution du sextuor dure approximativement 33 minutes.

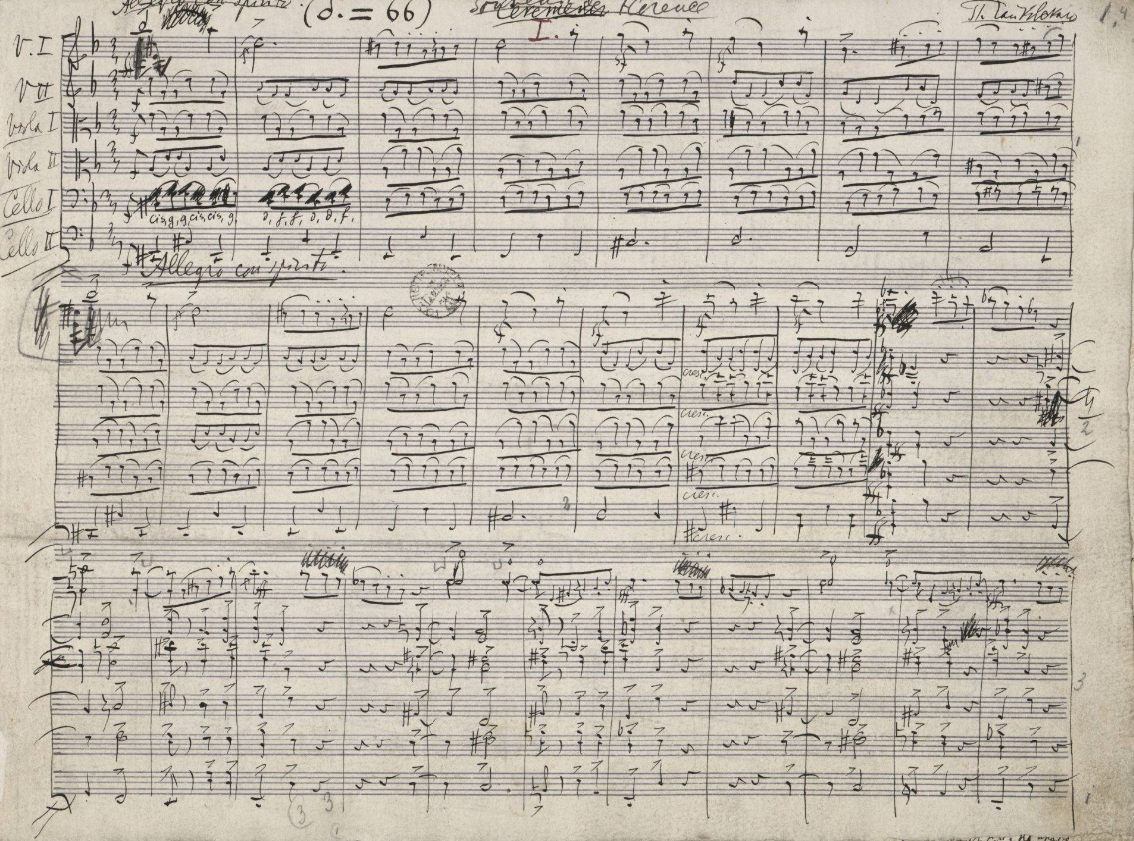
Première page autographe du premier mouvement Allegro con spirito.

## Arrangement
Cette œuvre a également été arrangée pour orchestre à cordes, notamment par Yuli Turovsky.
Des extraits de la partition ont été utilisés dans le ballet Anna Karenine (en) en 2005, chorégraphié par Boris Eifman.

## Analyse
Le premier mouvement est de forme sonate et, sans introduction, présente un premier thème assez violent mais mélodique en ré mineur. Le deuxième thème, dans la tonalité de dominante majeure de la majeur, est beaucoup plus calme ; il découle du premier thème presque sans effort et passe ensuite au développement et à la réexposition, qui se termine par une coda rapide.
Le mouvement lent, en ré majeur, présente un thème romantique très innocent, d'abord énoncé par le premier violon avec un accompagnement en pizzicato avant d'être repris par le violoncelle.  Après une interruption par un interlude pour tous les instruments, le thème revient pour une répétition de la première section.
Les deux derniers mouvements, avec leurs mélodies et leurs rythmes typiquement russes et folkloriques, contrastent fortement avec les précédents.

## Orchestration
| Instrumentation de Souvenir de Florence |
| Cordes                                  |
| 2 violons, 2 altos, 2 violoncelles      |